# Senna papillosa
Senna papillosa là một loài thực vật có hoa trong họ Đậu. Loài này được (Britton & Rose) H.S.Irwin & Ba miêu tả khoa học đầu tiên.